# Архаическое право

## Понятие
Архаическое (обычное) право — отдельный исторический тип права, основанный на дологическом мышлении.

## Признаки
Архаическому праву присущи следующие признаки:
- преобладает в доиндустриальном обществе;
- в большинстве случаев носит устную форму, иногда архаическое содержание может быть присуще и письменным памятникам права, например законам Хаммурапи;
- необходимо наличие особой юридической ментальности (дологической, мистической).

## Виды исанкцииархаического права
Выделяют два основных вида архаического права — это судебный поединок и ордалии.
Под поединком понимается особая процессуальная форма рассмотрения споров. Так, например, существует институт песенного поединка, который до недавнего времени существовал у гренландских эскимосов. Суть его заключается в том, что две спорящие стороны в присутствии празднично разодетой публики используют форму песенного диалога для разрешения возникшего конфликта. Эти песенные поединки могут длиться годами, причём эта форма судебного разбирательства используется и при рассмотрении таких преступлений, как убийство. Судом является суд общественного мнения. Выигрывает та сторона, которая выдвинет большее количество обвинений, причём независимо от их обоснованности.
Под ордалиями понимается суд Божий, который заключался в испытаниях огнём, калёным железом, водой, ядом и т. п. Тот, кто выдерживал такое испытание без каких-либо следов повреждений на теле, доказывал с помощью стоявшей на его стороне божественной силы, что его утверждения о фактах были верны. Однако в средние века при господстве в Европе инквизиции считалось, что если женщина, обвинённая в колдовстве, утонула или сгорела в огне, то она невиновна. И, напротив, если она не утонула или не сгорела, то женщина официально считалась ведьмой, так как её не принимала ни вода, ни огонь.
Архаической правовой системе присущи отдельные санкции, которые значительно отличаются от санкций, предусмотренных современными правопорядками. При этом санкции не очень чётко дифференцировались на реальные и сверхъестественные. Поскольку же нарушения всегда затрагивали религиозную сторону жизни общества, то санкции всегда как бы освящались, поддерживались религиозными, сверхъестественными силами. В качестве примера можно привести такую санкцию, как изгнание из общества. В случае совершения тяжкого преступления род отказывал индивиду в своей защите, что было почти равнозначно его смерти, так как его любой мог убить без всякой причины.